# ドルビー・シアター
ドルビー・シアター（Dolby Theatre、旧称コダック・シアター（Kodak Theatre））は、2001年11月9日にオープンした劇場でアメリカ合衆国、カリフォルニア州・ロサンジェルス・ハリウッド地区の中心地に開発されたハリウッド・ハイランド大型商業施設の一貫として建設された。ドルビーラボラトリーズが手掛けた施設の中でも最高の設備を備える。
2002年から毎年、アカデミー賞の授賞式がここで行われ、数多くの著名な俳優や映画監督などが優雅にレッドカーペットを歩く姿は世界中の人々が注目する。なお授賞式の上演契約は2033年までの合計30回となっている。
ただし例外として、2021年に行われた第93回アカデミー賞では、新型コロナウイルス感染症（COVID-19）の流行から授賞式の形態を大きく変更し、その大半をユニオン駅で行っており、シアターではジーン・ハーショルト友愛賞の授与のみが行われた。
コンセプトデザインは同施設ハリウッド・ハイランドのリードデザイナーである日本人建築家谷垣大輔、実施設計はデイビッド・ロックウェルによってデザインされた。
なおこけら落としは2001年11月にバリー・マニロウが同年12月に行われるライブのためのサウンドチェックであった。

## 命名
プレミア・シアターという名前で開館する予定だったが、写真メーカーのコダックが、2000年から20年間、総額7,500万ドルで命名権を取得した。しかし2012年1月の連邦倒産法第11章の適用を申請したことから、第84回アカデミー賞ではハリウッド&ハイランド・センター名義で使用された。同年5月、ドルビー・ラボラトリーズが命名権を獲得し、「ドルビー・シアター（Dolby Theatre）」と命名したことを明らかにした。

## 使用
有名アーティストのコンサートやミュージカルなども行われている。2006年5月の任天堂メディアブリーフィングや2006年7月の吉本新喜劇、また、2010年1月9日にはX JAPANの撮影が行われた。
シルク・ドゥ・ソレイユは2011年7月22日から10年間、アカデミー賞時期を除き映画をテーマとした新作公演『IRIS』（アイリス）を同劇場で行うと発表した。しかし2012年11月、チケット販売の不振から2013年1月19日で終了することを発表した。